# 531 (numero)
Cinquecentotrentuno (531) è il numero naturale dopo il 530 e prima del 532.

## Proprietà matematiche
- È un numero dispari.
- È un numero composto con 6 divisori: 1, 3, 9, 59, 177, 531. Poiché la somma dei suoi divisori (escluso il numero stesso) è 249 < 531, è un numero difettivo.
- È un numero nontotiente in quanto dispari e diverso da 1.
- È un numero di Harshad nel sistema numerico decimale.
- È un numero palindromo e un numero ondulante nel sistema di numerazione posizionale a base 12 (383).
- È un numero malvagio.
- È un numero congruente.
- È parte delle terne pitagoriche (531, 708, 885), (531, 1700, 1781), (531, 2360, 2419), (531, 5208, 5235), (531, 15660, 15669), (531, 46992, 46995), (531, 140980, 140981).

## Astronomia
- 531 Zerlina è un asteroide della fascia principale.
- NGC 531 è una galassia spirale della costellazione di Andromeda.

## Astronautica
- Cosmos 531 è un satellite artificiale russo.